# Cerchysius robustus
Cerchysius robustus är en stekelart som beskrevs av Girault 1915. Cerchysius robustus ingår i släktet Cerchysius och familjen sköldlussteklar. Inga underarter finns listade i Catalogue of Life.